# Championnat NCAA féminin de water-polo
Le Championnat NCAA féminin de water-polo est un ensemble de championnats de water-polo organisées par la National Collegiate Athletic Association, association sportive universitaire américaine. La compétition est divisée en trois divisions. Le premier championnat a eu lieu durant la saison 1982, ajouté au côté de 12 autres sports féminins.